# کوچ جنگل
کوچ جنگل (به انگلیسی: Forest migration) یا کوچ جنبشی آرام (Slow motion migration) یا کوچ کمکی (assisted migration)، جابجایی جوامع تحت سلطه گیاهان دانه‌دار بزرگ در فضای جغرافیایی در طول زمان از طریق جابجایی دامنه پراکنش است. امروزه، این موضوع به‌ویژه بر اثر دگرگونی‌های آب و هوایی بیشتر مورد توجه قرار گرفته است.
تأکید کوچ جنگل بر جابجایی جمعیت‌هایی است که جامعه جنگلی را تشکیل می‌دهند. اگرچه یک درخت منفرد به‌طور دائم در یک مکان ثابت است، جمعیت درختان ممکن است از طریق پراکندگی و استقرار موفقیت‌آمیز در مناطق جدید و/یا عدم بازسازی در بخشی از محدوده زیستگاه پیشین خود در طول نسل‌ها با نمایان شدن دگرگونی چشم‌انداز مهاجرت کنند. کوچ درختان توسط دو نیروی فراگیر کنترل می‌شود: سرکوب محیطی و ظرفیت پراکندگی جمعیت توسط دانه. اگرچه تعیین میزان واقعی گسترش جنگل دشوار است، اما تلاش‌هایی برای ارزیابی و پیش‌بینی نرخ‌ها و میزان حرکت جنگل‌ها در گذشته، اکنون و آینده انجام می‌شود.